# Cypripedium farreri
Cypripedium farreri — вид многолетних травянистых растений рода Башмачок (Cypripedium), секции Cypripedium, семейства орхидных (Orchidaceae). Эндемик Китая.
Относится к числу охраняемых видов (II приложение CITES).
Китайское название: 华西杓兰 hua xi shao lan.
Cypripedium ×wenqingiae Perner является естественным гибридом между Cypripedium farreri и Cypripedium tibeticum.

## Ботаническое описание
Растения 20—30 см высотой, с толстым, коротким корневищем. Стебель прямостоячий, почти голый.
Листья эллиптические или яйцевидно-эллиптические, 6—9 × 2,5—3,5 см, голые, редко-реснитчатые.
Соцветие верхушечное, с 1 цветком. Цветоножка опушенна к вершине; прицветники листовидные, узко яйцевидно-эллиптические или яйцевидные, 3,5—5 × 1—1,5 см, голые, заострённые; яичник около 2,5 см, слегка железисто-волосатый. Цветок душистый; чашелистики и лепестки зеленовато-жёлтые, отмеченные тёмно-бордовыми продольными полосами или пятнами; губа восковидная, жёлтая, с темно-бордовыми пятнами с внутренней части. Спинные чашелистики яйцевидные или яйцевидно-эллиптические, 3—3,5 × ок 1,5 см, скудно коротковолосистые по венам; парус овально-ланцетный, около 1,1 см в ширину. Лепестки ланцетовидные, 3—4 × 0,6—0,7 см, опушённые; губа кувшинчатая, 2,5—3,3 × 1,5—2 см. Стаминодий примерно 10 × 5 мм.
Цветение в июне.
Cyp. farreri хоть и похожа на Cypripedium fasciolatum, но немного отличается размерами. Cyp. farreri достигает всего 18—25 см в высоту, часто имеет два листа, его цветы не такие крупные, диаметром 5—7 см. Губа обычно меньше чем у Cyp. fasciolatum, заужена по направлению к краям, иимеет вазообразную форму. Зубчатый край губы — характерная особенность Cyp. farreri. Ещё одно яркое отличие этих двух растений — абсолютно разные семена. Семена Cyp. farreri короткие и широкие, в то время как у Cyp. fasciolatum семена длинные и тонкие. Они настолько отличаются, что эта особенность сама по себе отрицает тот факт, что Cyp. farreri — это всего лишь разновидность Cyp. fasciolatum.

## Распространение
Китай (Ганьсу, Гуйчжоу, Сычуань, Юньнань).
Травянистые склоны оврагов, травянистые равнинные участки с рыхлой, содержащей известняковый гравий почве, на тёмном глиноподобном минеральном грунте с уровнем pH 7,3. Эта почва кажется прохладной и влажнойкрутые берега, влажные известняковые ущелья, открытые леса и склоны с кустарниковыми зарослями. Встречается на высотах от 2600 до 3400 метров над уровнем моря.

## В культуре
Как и другие циприпедиумы западного Китая, этот вид требует длительного, непрерывного зимнего покоя. В природе этот вид проводит зиму в условиях когда нет дождей, снег в середине зимы является нечастым явлением. Лето прохладное и влажное, а по большей части пасмурное. Эти растения растут на известняковых осыпях с небольшим количеством другой растительности. В северной провинции Сычуань этот вид культивируется в питомнике в Huanglong.
Рекомендуемый субстрат: смесь перлита, известняковую песка и хвои. Значение рН не должно опускаться ниже 6,5, с 7,0 или даже выше. Дренаж должен быть абсолютно совершенным, особенно в период покоя. В то время как в природе они встречаются на полностью открытых участках, это не означает, что они нуждаются в прямом солнечном освещении. Наиболее оптимальна тень с прямым солнечным светом в утренние часы. Постоянный полив только летом.
Cyp. farreri сложно вырастить в искусственных условиях, но этот вид — интересный партнёр для скрещиваний. Естественный гибрид Cypripedium ×wenqingiae (Cypripedium tibeticum × Cypripedium farreri) очень красивое растение, имеет яркий красивый окрас цветков (несмотря на то, что при скрещивании жёлтого и красного циприпедиумов часто получаются ненасыщенные блёклые цвета), хорошую форму и размер. Гибрид назван автором описания Хольгером Пернером в честь его жены — Wenqing Perner.

## Классификация

### Таксономия
Вид Cypripedium farreri входит в род Башмачок (Cypripedium) семейства Орхидные (Orchidaceae) порядка Спаржецветные (Asparagales).
|  |                                      |  |                                                             |                                                             |                    |  | ещё 24 семейства (согласно Системе APG II) | ещё 24 семейства (согласно Системе APG II) |                         |  |  |  | ещё около 45 видов |
|  |                                      |  |                                                             |                                                             |                    |  | ещё 24 семейства (согласно Системе APG II) | ещё 24 семейства (согласно Системе APG II) |                         |  |  |  | ещё около 45 видов |
|  |                                      |  |                                                             | порядок Спаржецветные                                       |                    |  |                                            |                                            | род Башмачок            |  |  |  |                    |
|  |                                      |  |                                                             | порядок Спаржецветные                                       |                    |  |                                            |                                            | род Башмачок            |  |  |  |                    |
|  | отдел Цветковые, или Покрытосеменные |  |                                                             |                                                             | семейство Орхидные |  |                                            |                                            | вид Cypripedium farreri |  |  |  |                    |
|  | отдел Цветковые, или Покрытосеменные |  |                                                             |                                                             | семейство Орхидные |  |                                            |                                            |                         |  |  |  |                    |
|  |                                      |  | ещё 44 порядка цветковых растений (согласно Системе APG II) | ещё 44 порядка цветковых растений (согласно Системе APG II) |                    |  |                                            | ещё около 880 родов                        | ещё около 880 родов     |  |  |  |                    |
|  |                                      |  |                                                             | ещё 44 порядка цветковых растений (согласно Системе APG II) |                    |  |                                            |                                            | ещё около 880 родов     |  |  |  |                    |